# MMHMM
MMHMM (Mmhmmm, mmhmm, MmHmm) – czwarty studyjny album Relient K wydany w listopadzie 2004 roku, który przyniósł zespołowi sławę. Wraz z wydaniem krążka z zespołu odszedł również jeden z założycieli – Brian Pittman.
Płyta została wydana nie tylko przez wytwórnię Capitol i Gotee, ale również przez Mono Vs Stereo w wersji winylowej. Kolejna edycja zawiera również tytułowy singel z "Apathetic Way to Be EP".
"MMHMM" przyniosła grupie nominację do "Juno Award" w kategorii "współczesny chrześcijański/gospel album roku 2006". Oprócz tego w 2005 zyskała status złotej płyty w Stanach Zjednoczonych (ponad 800000 sprzedanych kopii).

## Lista utworów
Autorem wszystkich piosenek jest Matthew Thiessen.
1. "Mmhmm" - 0:16
2. "The One I'm Waiting For" – 3:02
3. "Be My Escape" – 4:00
4. "High of 75" – 2:27
5. "I So Hate Consequences" – 4:01
6. "The Only Thing Worse Than Beating a Dead Horse Is Betting on One" – 1:13
7. "My Girl's Ex-Boyfriend" – 2:28
8. "More Than Useless" ft. John Warne – 3:50
9. "Which to Bury, Us or the Hatchet?" – 4:11
10. "Let It All Out" ft. John Davis – 4:21
11. "Who I Am Hates Who I've Been" featuring John Warne – 3:52
12. "Maintain Consciousness" – 2:52
13. "This Week the Trend" – 2:59
14. "Life After Death and Taxes (Failure II)" – 4:23
15. "When I Go Down" ft. John Davis – 6:42

## Artyści współpracujący

### Obecny skład Relient K
- Matthew Thiessen – wokal, gitara, pianino
- Matthew Hoopes – gitara, drugi wokal
- Brian Pittman – kontrabas
- Dave Douglas – drugi wokal

### Współpracujący
- David Henry – wiolonczela
- Chris Carmichael – wiola
- David Bunton – wokal w "I So Hate Consequences", "Which to Bury, Us or the Hatchet", i "Life After Death and Taxes (Failure II)"
- Kevin Kiehn – wokal w "I So Hate Consequences"
- John Davis – wokal w "Let It All Out" i "When I Go Down"
- John Warne – wokal w "More Than Useless" i "Who I Am Hates Who I've Been"
- Anthony Lucido – bas
- Rob Roy Fingerhead – bandżo, gitara, percusão